# 에일리언 슬레이어
에일리언 슬레이어는 디지털 임팩트가 1998년에 발표한 전략 게임(액션RPG)이다.
전략 시뮬레이션 기능이 추가되어 액션RPG와 전략 게임을 동시에 즐길 수 있다. 최대 8명까지 함께 플레이를 펼칠 수 있는 첨단 서바이벌 액션RPG이다. 싱글미션7개,멀티미션18개 등 총 25개의 미션이 추가되어 더욱 다양한 플레이가 펼쳐진다. 총5단계의 난이도로 구성되어 있으며, 난이도가 높을수록 미션보너스 금액이 커진다. 홀로그램, 스텔스 아이템 등을 활용하여 다양한 전술을 구사할 수 있다.

## 게임설명
- 5단계로 게임난이도 조절 가능
- 더욱 향상된 인터페이스
- 총탄궤적의 표시기능 추가
- 게이머의 슬롯표시
- 배틀넷을 통한 채팅 기능
- 다양한 미션이 25개 추가
- 44Hz의 STEREO 웅장한 CD Audio 지원

## 시스템사양
- 상품명: 에일리언 슬레이어 ( Alien Slayer Korean Edition)
- 생산년: 1998년
- 원산지: 미국
- 개발사: 디지탈임펙트
- 출판사: JC Research
- 구성물: 종이곽, CD-ROM

## 치트키
- doomsday - 게임에서 시작한다.
- invulnerable on - 무적상태가 된다.
- onkill on - 기본 권총으로 한방에 죽인다.
- money xxxxxxxx - 자원이 99999999씩 오른다.
- hit xxx - 민첩성이 수치가 오른다.
- str xxx - 체력이 증강한다.
- int xxx - 지력이 상승한다.

## 개요
1998년에 발매된 쿼터뷰 시점의 액션게임 에일리언 슬레이어다. 수준급 스토리와 한글음성까지 들어간 나름대로의 명작으로 꼽힌다. 발매시기가 시기인만큼 윈도우95가 돌아갈 정도의 사양이면 충분히 플레이 가능하다. 플레이 방식은 미션을 받고 스테이지를 클리어 하면 다음 스테이지로 넘어가는 방식이며 인터미션 브리핑에서 스토리의 진행과 뒷 이야기를 알 수 있다.
확장팩으로 '사이버먹스'가 발매되었는데 싱글미션 7개와 멀티미션 18개를 비롯해 몇몇 추가사항이 있었지만 플레이 상 본편과 두드러진 차이점은 없다.
오프닝 동영상. (3분 48초 이후로는 플레이 영상)

## 스토리 라인
2114년 지구는 인구의 포화상태, 자원의 고갈 등 여러 가지 내적인 문제점, 그리고 대기권의 심한 기상이변 등으로 지구표면이 초토화되었고, 서서히 나타나는 4차 빙하기의 징조는 우주세계로의 개척과 이주를 가속화하는 충분한 이유가 되었다. 인류의 끊임없는 우주진출 노력의 가장 걸림돌이었던 항성간 이동방법에 대한 새로운 이론이 만들어졌고 드디어 공간의 왜곡 현상을 이용한 새로운 우주 항로가 개발되었다. 처음으로 NK467 성계로 진출한 인류는 태양계와 거의 비슷한 시기에 생성된 이곳에 유토피아를 건설하고자 박차를 가했다. 태양계와 비슷한 구조를 지닌 이곳의 4행성과 5행성은 지구와 비슷한 환경을 지니고 있었으며 특히 4행성은 사람이 살기에 적합한 환경을 고루 갖추고 있었다.
많은 나라의 사람들이 파견되어 우주식민지를 개발하였으며 우주에서의 단일체제 유지가 이루어졌고 나라에 상관없이 통합된 체제에 의해 운영되어 분쟁의 여지를 찾아볼 수 없었다.
그러나 살기 어려운 지구에 억눌려있던 범죄단체들은 부패한 관료들과 더불어 이권을 챙기기 위해 여러 술책을 벌이다 결국 반란을 일으킨다.
반란세력은 지구에서 긴급히 파견된 총독과 그의 용병들에 의해 진압되었지만 콜로니는 더 이상 자유동맹지역이 아닌 지구에서 파견된 총독의 단일체계 통제에 들어간다.
반란군들은 행성 주위에 숨어 해적질을 계속하지만 그 활동이 미약하여 총독은 더 이상의 희생을 줄이기 위해 당분간 그들을 내버려둔 채 식민지내의 개발활동에만 주력한다.
그러나 그 평화도 오래가지 않았다.
제6식민지 광산에서 정체불명의 에일리언이 출현, 순식간에 모든 생물들을 전멸시켰고 그곳의 보안요원이었던 프레디마저 사람들을 닥치는대로 살육하는 살인귀로 변했다.

### 에일리언 파일

#### 일반 에일리언
- XENO SPAWN (ALIEN EGG)
- XENON (ALIEN BABY)
- XENOID (ALIEN KID)
- ALIEN COCOON
- XERECTUS (ALIEN YOUNG)
- GYBRIDOMA (ALIEN ADULT)
- BLOODY GYBRIDOMA (BLOODY ALIEN)
- ZOMBIE
- LIVING ZOMBIE
- GERMCOLONY
- XEN
- XENOING
- MUTANT ORGANS

#### 특수 에일리언
- GYBRIDOMA QUEEN (ALIEN QUEEN)
- GYBRIDOMA KING (ALIEN KING)
- Mystery Alien
- Code Name: Goliath

## 식민지 가이드

### MERCENARY GUILD (용병조합)
미션 진행을 이곳에서 할 수 있다. 싱글플레이에서만 이용가능하다.

### ITEM & WEAPON MARKET (아이템 무기 상점)
문자 그대로 상점.

### REPAIR CENTER (수리센터)
무기와 방어구등 각종 장비를 수리할 수 있다.

### RESIDENCE (거주지)
플레이어의 거주지로서 아이템 보관함이 있고 자신의 스탯을 확인할 수 있다.

### ARENA LOUNGE (아레나 라운지)
멀티플레이는 시리얼, 모뎀, IPX, TCP/IP 4가지 연결로 실행가능하며, 플레이어들이 함께 임무를 수행하는 협동(코옵)모드와 플레이어들끼리 전투를 벌일 수 있는 데쓰매치 모드가 있다.

## 게임 시스템
전반적으로 디아블로와 같은 핵&슬래쉬형 게임이다. 따라서 플레이 방식은 설명하지 않아도 될 정도니 시스템 설명만으로도 족하다.

### 능력치
능력치는 4개로 STR, INT, DEX, HIT가 있다. 능력치를 올리는 방법은 생체 연구소에서 돈을 주고 개조를 하거나 능력치를 올려주는 보조칩을 장착해야 한다.
- STR: 간단하게 힘. 들 수 있는 최대 중량을 결정한다. 모든 무기와 방어구가 이 능력치를 요구하며 특히 런처나 기관총 같은 중화기는 높은 수치를 요구한다.
- INT: 지능. 보조칩이 INT 수치를 요구한다. 그리고 무기에 따로 추가 데미지가 설정되는데 지능에 따라 그 수치가 결정된다. 특수한 아이템이나 스텔스 아머 등을 사용하려면 높은 INT 수치가 필요하다.
- DEX: 민첩성. STR과 함께 무기에 요구되는 능력치로 명중률과 관계가 있다. 샷건이나 레이저 라이플 같은 무기들은 STR보다 DEX 요구치가 더 높다.
- HIT: 체력. HP와 직결되는 능력치다.

### 탈 것
미션이나 멀티플레이 도중 맵에 있는 탈것을 이용할 수 있다. 탈것으로는 작업용 로봇인 '모노로이드'와 전투용 로봇인 '배틀로이드'가 있는데 모노로이드는 영화 에일리언2에 나오는 파워로더와 같이 기계팔로 근접공격을 가하고 배틀로이드의 경우 양 팔에 부착된 샷건으로 공격한다. 탑승하고 있는 차량에서 내릴 때는 G키를 눌러 내릴 수 있다. 차량에 탄 상태에서도 문이나 스위치의 조작은 가능하지만 땅에 떨어진 아이템을 줍지는 못한다. 그리고 타고 있던 차량이 파괴될 경우 폭발로 데미지를 입을 뿐 사망하지는 않는다.

## 등장인물

### 주인공팀

#### 아머드 넬슨 (Armored Nelson)
평상시 정열적이며 활달한 성격이지만 전투에 들어가면 과묵하고 신중한 성격으로 변한다. 특히 무기보다는 부비트랩같은 도구를 사용하는 전투를 즐기며 생존을 위해 원칙을 철저히 지킨다.

#### 브렛 베리 (Brett Berry)
풍부한 전투경험을 가지고 있으며 그 정력으로 높은 지위를 얻을 수 있는 기회를 얻었지만 현역에 머물러 계속 전투에 참전하기를 원했다. 하지만 개인 사정으로 은퇴해야 하는 지금 마지막 임무를 멋지게 장식하기 위하여 최선을 다할 것이다.

#### 제이 크리스 (Jay Chris)
여성 용병인 그녀의 육체적 한계는 이미 보통 남자들을 훨씬 뛰어넘고 있으며 전투력 역시 일반 용병에 비해 상위인 A+ 랭크로 되어 있으나 스스로 만족하지 못하고 더 높은 명성과 힘을 얻기 위한 노력을 기울이고 있다.

#### 리 (Lee)
나이는 젊지만 각종 화기를 다루는데 능숙하며 최근 목성의 식민지 전쟁에서 적 사령부에 침입한 뒤 상대 용병대장과 1:1 대결에서 압도적인 전투력을 과시하여 많은 사람들의 주목을 받았다.

### 기타 용병

#### 프레디 알피온 (Freddy Alpion)
대인전투에서 양손을 개조한 나이프를 능숙히 다루며 놀라운 반사신경과 고도의 지능을 지닌 뛰어난 용병 중 한사람으로 자신의 클론조차 만들지 않을 정도의 자존심이 높은 인물이었다. 그의 의도대로 죽지는 않았지만 에일리언의 지배에 들어간 지금 단순한 살인마일 뿐이며 지금까지의 제6식민지 탈환작전이 실패한 커다란 요인으로 꼽히고 있다.

#### 블러디 조 (Bloody Joe)
프레디만큼 민첩하지는 않지만 높은 파괴력의 무기와 불사신 같은 육체를 지닌 그는 프레디와 마찬가지로 자신의 클론을 만들지 않았다. 현재 오스트립 박사의 호위작전을 수행중이다.

### 그 외 등장인물
- 오스트립 박사 (Dr. Ostrip)
- 조크 스테어 (Zork Stare)
- 식민지 총독 (General)

## 관련용어

### UMI (UNIVERSAL MERCENARY INFANTRY)
용병들을 관리, 교육, 통제하는 기관으로 각지에 흩어져 있는 용병들을 고용주와 연결해주는 역할을 한다. 수행하는 작전의 규모가 크거나 기간이 긴 경우 임시적으로 가건물을 운용하기도 하며 작전에 필요한 여러 부대시설을 같이 설치 운영한다.

### 사이버네틱 용병 (CYBERNETIC MERCENARY)
용병의 정식명칭은 사이버네틱 용병이며 모든 분쟁지역의 선두 역할을 맡고있으며 두뇌부에 장치된 확장슬롯을 통해 각종 화기나 작전 지형 데이터를 직접 공급받아 전투시 베테랑 병사 이상의 실전능력을 갖춘다. 특히 각 작전의 성격에 따라 자신의 육체를 개조하거나 조율하여 일반병사 수백명의 전투능력을 갖춘다. 즉, 이들은 통칭 용병이라 불리며 일반 병사와 구분짓는 단어로 쓰인다.

### 용병대장 (MERCENARY GENERAL)
UMI는 이익만 발생한다면 각 지부 간의 싸움도 허용하며 작전의 입안과 책임은 용병대장이라 불리는 이들에 의해 주도된다. 이들은 동등한 능력의 용병부대 전투에서 승패를 결정하는 중요한 역할을 하게 된다.

### DDS (DOLPHIN DELIVERY SERVICE)
여타 수송 서비스와 달리 격전지나 최 극단의 변방이라도 위험을 감수하고 수송해준다. 타 서비스에 비해 요금이 비싸지만 개척중인 이 행성계에서 유일한 수송수단이다. 이 회사의 승무원들은 대부분 20년 이상의 베테랑들로 구성된 타고난 모험가이며 수송뿐만이 아니라 뛰어난 전투능력까지 갖추고 있다. 대신 많은 위험수당을 받고 있으며 용병을 제외하고 유일하게 클론의 재산권을 인정받고 있다.

## 기타
- 오리지널판 매뉴얼은 왈도체가 의심될 정도로 오타와 문법이 환상적이다.
- 오퍼레이터 성우의 기계적인 목소리가 인상적인데 게임기자가 기대를 하고서 만났더니

당시에 40살이 넘은 애 딸린 아줌마라 크게 충격을 받았다고 한다.
- 1.0에서 1.23으로 패치를 하면 플레이어 캐릭터들의 포트레이트가 사실적으로 바뀐다. 하지만 보는 사람은 정말 괴롭다.

리(Lee)의 경우 좀 조잡하긴 해도 청년의 얼굴이었는데 바뀐 포트레이트는 40대의 깡마르고 빈말로도 잘생겼다는 말이 안나오는 아저씨다.

## 디지털 임팩트
에일리언 슬레이어는 디지털 임팩트라는 이름의 온라인 멀티플레이 서비스가 존재하여 유저들간의 게임이 가능했다. 그러나 1999년 이후로
디지털 임팩트는 더 이상 이용할 수 없고, 일부 소수 매니아층이 온라인 커뮤니티를 통하여 TCP/IP 모드를 이용하여 멀티플레이
게임을 이어나가고있다. 온라인 커뮤니티는 대체로 카페를 통해 생성된다.

## 단축키
- 1,2,3,4: 각 번호가 있는 칸은 무기들을 설치할 수 있는 슬롯으로 1번 권총을

제외한 모든 슬롯의 무기들은 마우스로 DRAG & DROP 장착/해체 할 수 있다.
- Q, W: 이곳에 설치된 1회용 아이템 (수류탄, 플레어, 치료기구 등)들은

HOTKEY(Q,W)로 한번에 사용이 가능하다.
- GET OFF: 모빌종류의 탈것에서 EJECT한다.

- STATUS: 몸의 자세한 상태와 BACK PACK 의 상태를 채크할 수 있다.

EQIUP:  현재 장착된 장비확인과 교체를 할 수 있다.
- MENU: 옵션메뉴를 호출한다.

- H·P: 주인공의 에너지 / 주인공의 최대 에너지

- LOAD: 장착한 무기의 장전된 총알개수 / 무기의 최대 장전개수

- MAP / TRACKER: 게임 지도와 모션트랙커가 번갈아 토글된다.

- GOLD: 게임중 벌어들인 돈이 표시된다.

### 키보드 단축키 ( 특수키를 제외한 일반 단축키는 ALT와 함께 사용한다 )
- ALT + 1, 2, 3, 4: 각 번호에 해당되는 무기슬롯에 장착된 무기를 사용할 수 있다. 1번은 언제나 기본권총을 선택하며 이 총알은 무한대이다.

- ALT + Q, W: Q, W 슬롯에 설치된 아이템을 사용한다. (일회용 아이템들은 Q,W 슬롯이 비어있는 경우 자동으로 설치되며 마우스로 조작하여 아이템을 장착하거나 해체가 가능하다 )

- ALT + S: 몸의 자세한 상태와 BACK PACK 의 상태를 채크할 수 있다.

E:  현재 장착된 장비확인과 교체를 할 수 있다.
- TAP: MAP/ MOTION TRACKER 맵과 모션트랙커를 번갈아 전환 해준다.

- ALT + G: 모빌종류의 탈것에서 하차한다.

- ALT + H: 배경을 제외한 아이템이나 구동장치의 위치를 쉽게 알 수 있게 흰색으로 표시해준다.

### 마우스 사용법
- 좌측버튼: 모든 메뉴에서 선택을 결정하거나 각슬롯에 장착된 무기나 아이템들을 드래그 & 드롭으로 해체하거나 설치한다. 게임중에는 캐릭터 이동을 결정한다.

- 우측버튼: 메뉴에서는 선택을 취소하고. 무기슬롯에서 아이템을 선택하거나 사용하며 게임중 선택된 무기를 사격한다.